# Jauchelette (Perwez)
Pour l’article homonyme, voir Jauchelette (Jodoigne).
Jauchelette ou Jausselette par déformation, est un hameau belge de la commune de Perwez en Brabant wallon.
Le hameau, tout comme son homonyme dans la commune de Jodoigne, a une dénomination que signifie "Petit-Jauche", par opposition au village du même nom que l'on appelait parfois "Grand-Jauche".